# Cylloceria alpigena
Cylloceria alpigena är en stekelart som först beskrevs av Gabriel Strobl 1902.  Cylloceria alpigena ingår i släktet Cylloceria och familjen brokparasitsteklar. Inga underarter finns listade i Catalogue of Life.